# GolfScript
GolfScript – ezoteryczny język programowania zaprojektowany na bazie stosu tak, aby programy były napisane używając jak najmniejszej ilości znaków, jak to możliwe. Konstrukcja języka sprawia, że z łatwością można go używać podczas golfowych konkursów programowania.

## Przykłady

### Hello world
Tradycyjny program Hello world napisany w GolfScript:
```
"Hello World!"
```

Program ten posiada tylko jeden element, ciąg znaków "Hello World!", który jest umieszczany na stosie, a następnie drukowany na końcu programu.